# 瑞典的阿斯特丽德
瑞典的阿斯特丽德（瑞典語：Astrid av Sverige；1905年11月17日—1935年8月29日），全名阿斯特丽德·索菲娅·路易莎·蒂拉（瑞典語：Astrid Sofia Lovisa Thyra），出生于斯德哥尔摩，为瑞典王室公主，比利時国王利奥波德三世首任妻子，于1926年11月10日与利奥波德三世于布鲁塞尔结婚，两人共育有三个子女。
1935年，国王与王后于瑞士旅遊时发生车禍，国王掉入湖里倖存，王后遭甩出车外撞上大樹傷重不治，香消玉陨。

## 頭銜、稱號、榮譽和紋章

### 頭銜及稱號
- 1905年11月17日—1926年11月10日：瑞典的阿斯特麗德公主殿下
Hennes Kungliga Höghet Prinsessan Astrid av Sverige
- 1926年11月10日—1934年2月17日： 布拉班特公爵夫人阿斯特麗德王妃殿下
Son Altesse Royale la Princesse Astrid, duchesse de Brabant
- 1934年2月17日—1935年8月29日： 比利時人的王后陛下
Sa Majesté la Reine des Belges

### 榮譽
- 比利时：利奧波德勛章大綬帶女騎士
- 巴伐利亞：特蕾莎勛章榮譽女騎士（英语：Order of Theresa）
- 奧地利：繁星十字勛章榮譽女騎士（英语：Order of the Starry Cross）